# الشرعة الدولية لحقوق الإنسان

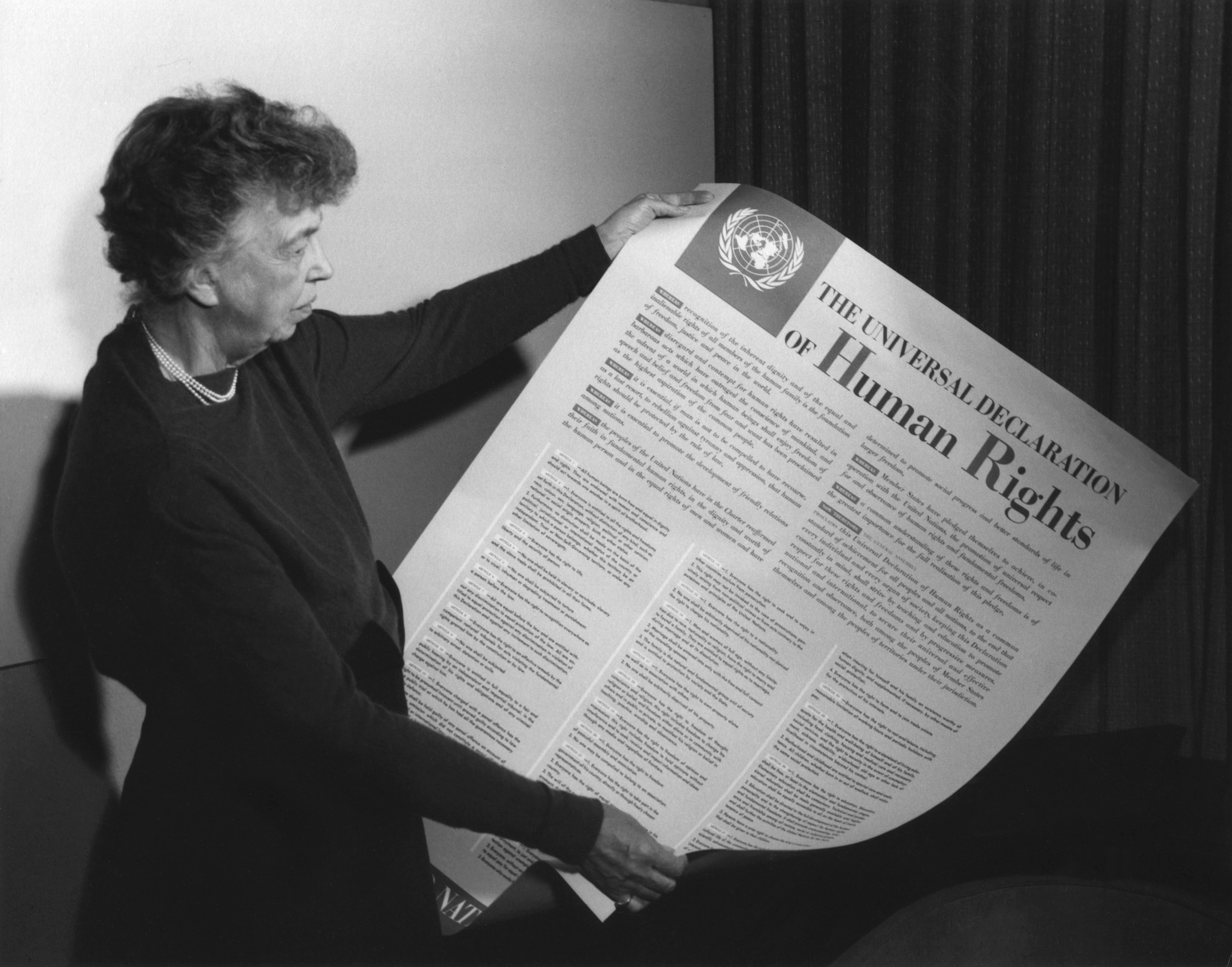
الإعلان العالمي لحقوق الإنسان

الشرعة الدولية لحقوق الإنسان هو الاسم الذي أطلق على قرار الجمعية العامة للأمم المتحدة 217 (III) والمعاهدتين الدوليتين اللتين أنشأتهما الأمم المتحدة. وهي تتألف من الإعلان العالمي لحقوق الإنسان (المعتمد في عام 1948) والعهد الدولي الخاص بالحقوق المدنية والسياسية (1966) وبروتوكوليه الاختياريين والعهد الدولي الخاص بالحقوق الاقتصادية والاجتماعية والثقافية (1966). دخل العهدين حيز التنفيذ في عام 1976، بعد أن صادق عليهما عدد كاف من الدول.
في البداية، تم التعبير عن آراء مختلفة حول الشكل الذي يجب أن تتخذه وثيقة الحقوق. في عام 1948، خططت الجمعية العامة لمشروع القانون ليشمل الإعلان العالمي لحقوق الإنسان وميثاق واحد وإجراءات التنفيذ. قررت لجنة الصياغة إعداد وثيقتين: إحداهما على شكل إعلان تحدد المبادئ أو المعايير العامة لحقوق الإنسان والآخرى في شكل اتفاقية، من شأنها أن تحدد حقوقًا معينة وقيودها.
وبناء على ذلك، أحالت اللجنة إلى لجنة حقوق الإنسان مشاريع مواد لإعلان دولي واتفاقية دولية بشأن حقوق الإنسان. في دورتها الثانية، في ديسمبر 1947، قررت اللجنة تطبيق مصطلح «الشرعة الدولية لحقوق الإنسان» على سلسلة الوثائق قيد الإعداد وأنشأت ثلاث مجموعات عمل: واحدة معنية بالإعلان وواحدة بشأن الاتفاقية (التي أعادت تسميتها «العهد») وواحدة بشأن التنفيذ. ونقحت اللجنة مشروع الإعلان في دورتها الثالثة، في مايو - يونيو 1948، مع مراعاة التعليقات الواردة من الحكومات. لم يكن لديها الوقت، مع ذلك، للنظر في العهد أو مسألة التنفيذ. لذلك قُدِّم الإعلان عن طريق المجلس الاقتصادي والاجتماعي للأمم المتحدة إلى الجمعية العامة المنعقدة في باريس.
لاحقًا تم تقسيم مسودة العهد إلى قسمين (قرار الجمعية العامة في عام 1952)،  تختلف في كل من قائمة الحقوق ودرجة الالتزامات - على سبيل المثال، يشير العهد الدولي الخاص بالحقوق الاقتصادية والاجتماعية والثقافية إلى «الإعمال التدريجي» للحقوق التي يتضمنها. في عام 1998، تم الترحيب بها باعتبارها «الميثاق الأعظم للبشرية جمعاء».

## روابط خارجية
- صحيفة وقائع مفوضية الأمم المتحدة السامية لحقوق الإنسان رقم 2، الشرعة الدولية لحقوق الإنسان
- لجنة صياغة الشرعة الدولية لحقوق الإنسان، الدورة الأولى
- لجنة صياغة الشرعة الدولية لحقوق الإنسان، الدورة الثانية